# Rio Tronqueiras
Rio Tronqueiras är ett vattendrag i Brasilien.   Det ligger i delstaten Minas Gerais, i den sydöstra delen av landet, 700 km sydost om huvudstaden Brasília.
Omgivningarna runt Rio Tronqueiras är huvudsakligen savann. Runt Rio Tronqueiras är det glesbefolkat, med 14 invånare per kvadratkilometer.